# Paul Félix Visconti
Pour les articles homonymes, voir Visconti.
Paul Félix Visconti, né en 1964, est un chanteur et musicien français.

## Carrière
Paul Félix Visconti s'est principalement fait connaître en tant que leader du groupe Gamine, groupe de pop rock français des années 1980 originaire de Bordeaux où Paul Felix s'illustre tant en tant que chanteur, bassiste ou guitariste. Sacré groupe de l'année en 1988 par le magazine Best pour son album Voilà les anges et le tube du même nom, le groupe se sépare en 1991 après le flop de leur album Dream Boy et une tournée désastreuse.[réf. nécessaire]
Il se rapproche alors de Norbert Monod et Serge Landau, anciens membres du groupe Le Cri de la Mouche et de Kriss Sanchez pour fonder le groupe Real Atletico et sortir en 1994 Traffic d’influenza, leur seul et unique album (Mix-It). Sans réelle promotion et après seulement quelques concerts, Paul Félix Visconti claque la porte.
Il refait son apparition fin 2013 à l'occasion d'un nouveau passage en studio avec ses amis de la scène bordelaise Francis Tisné (guitare), Chris Unit (batterie) et Thierry Sabir (basse, claviers, effets). Sud Ouest fait paraître une interview de l'artiste où on apprend alors qu'après avoir effectué un voyage de 6 mois seul en Inde, le chanteur s'est isolé pendant près de 20 années dans un temple bouddhiste près de Clermont-Ferrand,.
Le 21 octobre 2014, il fait une apparition lors de la soirée Réception « spéciale Sud-Ouest » organisée à Bordeaux par le compositeur déluré Charles-Baptiste avec qui il interprètera un duo.

## Groupes
- 1980-1991 : Gamine
- 1993-1994 : Real Atletico